# Кифи (Пикардија)
Кифи (фр. Cuffies) насеље је и општина у североисточној Француској у региону Пикардија, у департману Ен (Пикардија) која припада префектури Соасон.
По подацима из 2011. године у општини је живело 1739 становника, а густина насељености је износила 346,41 становника/km². Општина се простире на површини од 5,02 km². Налази се на средњој надморској висини од 65 метара (максималној 155 m, а минималној 39 m).

## Демографија
| 1962. | 1968. | 1975. | 1982. | 1990. | 1999. | 2011. |
| ----- | ----- | ----- | ----- | ----- | ----- | ----- |
| 1.534 | 1.598 | 1 473 | 1 279 | 1.320 | 1.496 | 1.739 |

График промене броја становника у току последњих година